# Eglharting

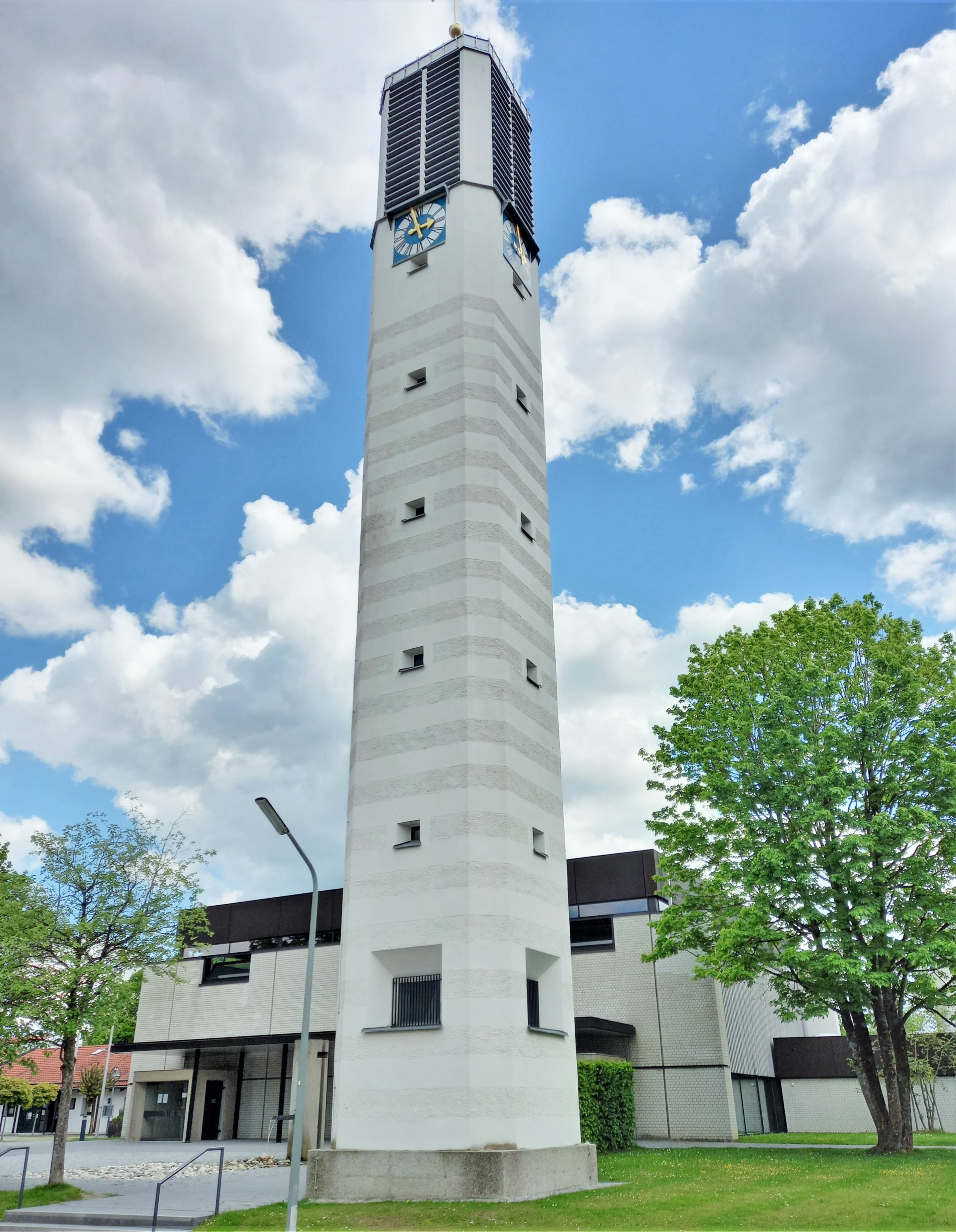
Eglharting: Kirche Zum Allerheiligsten Erlöser

Eglharting ist ein Ortsteil der Gemeinde Kirchseeon im oberbayerischen Landkreis Ebersberg.

## Geographie
Das Kirchdorf hat 3572 Einwohner, inkl. Neukirchen. Bis 1939  hieß die Gemeinde Kirchseeon noch Gemeinde Eglharting.

## Geschichte
Eglharting wird erstmals im Jahr 1324 als Egelhaerting erwähnt. Die Gemeinde Eglharting entstand mit dem bayerischen Gemeindeedikt von 1818. Ortsteile waren auch noch die Dörfer Buch und Neukirch, Ilching und Riedering.
Als nach 1889 ein Großteil der umliegenden ausgedehnten Waldungen dem Fraß des Nonnenschmetterlings zum Opfer fiel und nicht nur das 1868 gegründete Schwellenwerk Kirchseeon erweitert, sondern noch mehrere Privatsägen erbaut wurden, überflügelte die Einwohnerzahl Kirchseeons die der anderen Ortsteile. Sie stieg in Kirchseeon von 139 im Jahre 1880 auf 600 im Jahre 1896. Die Arbeiter, die damals noch ihr Werkzeug selbst mitbringen mussten, kamen unter anderem aus der Schweiz, Kärnten und dem Bayerischen Wald. In der Gemeinde Eglharting, zu der Kirchseeon damals gehörte, wehrte man sich gegen dessen Zuzug. In einer Abstimmung forderten 37 der 40 stimmberechtigten Bürger, dass man Kirchseeon von Eglharting abspalte. Am 28. März 1939 wurde stattdessen die Gemeinde von Eglharting in Kirchseeon und die Gemeinde umbenannt und um die Ortsteile Kirchseeon-Dorf, Forst- und Osterseeon erweitert. 1959 wurde der Ort Kirchseeon zum Markt erhoben.
Da die Einwohnerzahl von Eglharting stark angestiegen war, wurde im Januar 1973 die „Erlöserkirche“ in Eglharting geweiht.

## Sehenswürdigkeiten
- „Erlöserkirche“

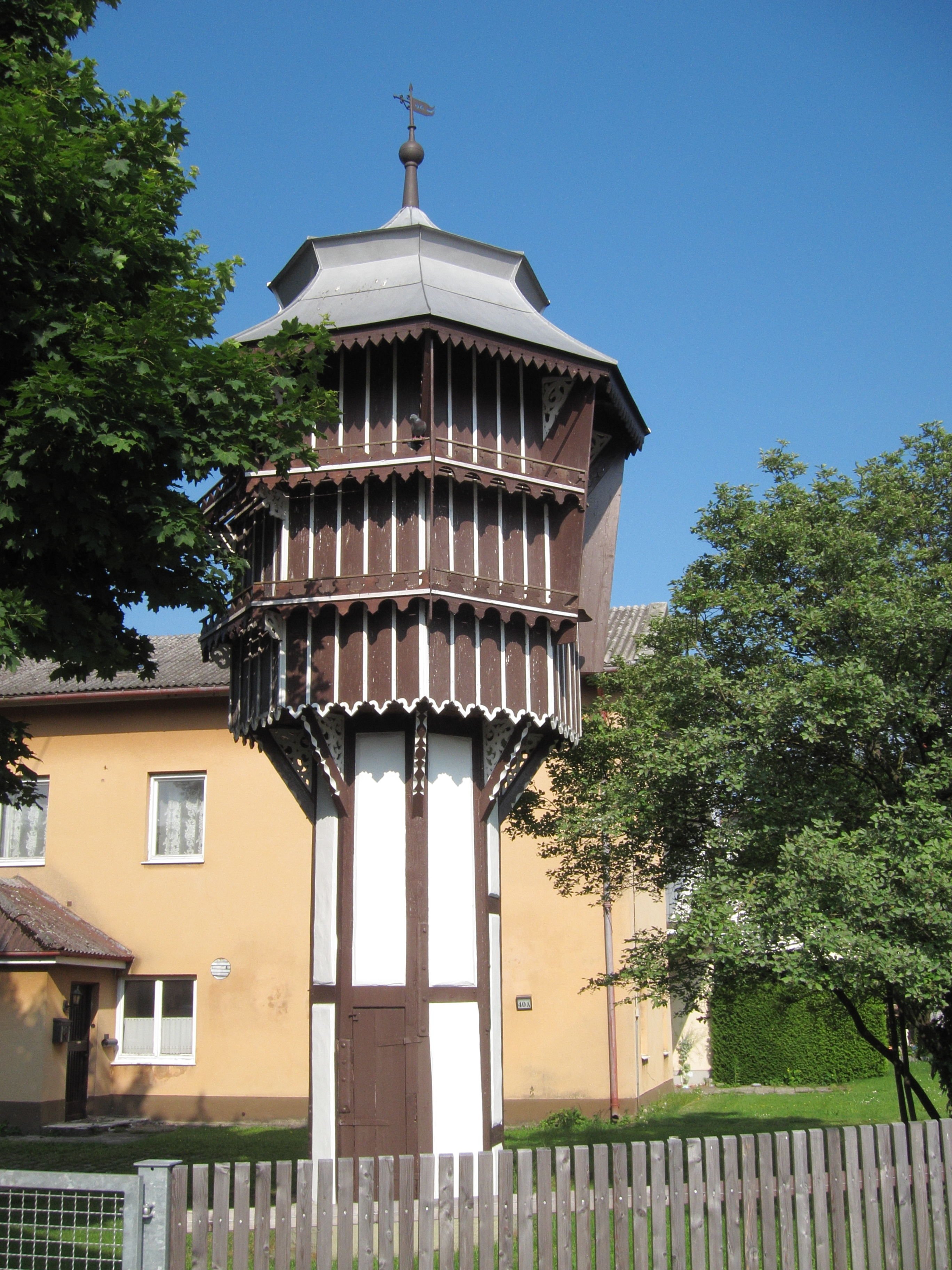
Taubenkogel in Eglharting

- Taubenkobel der ehemaligen Brauerei
- Ehem. Badstube aus dem 17. Jahrhundert